# Skip Alan
Skip Alan (né le 11 juin 1948 à Westminster) est un batteur anglais.
De son vrai nom Alan Skipper, Skip Alan devient membre des Pretty Things fin 1965, en remplacement de Viv Prince. Avant cela, Alan avait mené son propre groupe, le Skip Alan Trio, brièvement rejoint la reformation concurrente de Them menée par Billy Harrison et Pat McAuley, et participé aux sessions du deuxième album de Donovan, Fairytale.
Skip Alan quitte les Pretty Things début 1968, durant l'enregistrement de l'album S.F. Sorrow. Twink le remplace sur le reste de l'album et les concerts qui s'ensuivent. Alan retrouve les Pretty Things moins d'un an après, et leur est resté fidèle depuis : il apparaît sur tous les albums publiés depuis, de Parachute (1970) à Balboa Island (2007).